# گلدان شیشیه‌ای و گل‌های رز
گلدان شیشیه‌ای و گل‌های رز (انگلیسی: Roses in a Glass Vase) نقاشی رنگ روغن روی بوم هنرمند فرانسوی هآنری فانتن لاتور است که در سال ۱۸۷۹ نقاشی شده‌است. این تابلو دارای ابعاد ۶۸ در ۵۳ سانتی‌متر است و در بالا سمت چپ امضا و تاریخ گذاری شده‌است. این نقاشی در گالری هنر منچستر نمایش داده می‌شود.
این بوم، رزهای زرد، سفید، صورتی و قرمز را در یک گلدان شیشه ای باریک روی میز چوبی به تصویر می‌کشد. یک ساقه کوچک با یک گل رز سفید و دو جوانه صورتی در سمت چپ کشیده شده‌است. پس زمینه سبز تیره است. برخی از گلها به نظر می‌رسد که زودتر از موعد قطع شده‌اند، در حالی که برخی دیگر در حال فرو ریختن هستند.
آنری فانتن لاتور تصاویری از طبیعت بی جان من جمله از گل رز را نقاشی کرد که اکنون در چندین موزه در سراسر جهان قابل مشاهده است. او از استادان فلاندری قرن هفدهم من جمله ژان باتیست سیمئون شاردن الهام گرفت.